# Zeuctoboarmia dargei
Zeuctoboarmia dargei là một loài bướm đêm trong họ Geometridae.